# Liste d'Upanishad

## Les 108 Upanishad majeures et mineures
La liste traditionnelle des 108 Upaniṣad figure dans la Muktikâ Upanishad (I, 1, 30-39). Elles sont également classées ainsi par la tradition :
- 12 Mukhya Upaniṣad ou Upaniṣad principales (dites aussi majeures)
- 23 Sâmânyavedânta Upaniṣad où la réalité suprême est nommée Brahman
- 17 Samnâysa Upaniṣad où est décrit l'état du renonçant (samnyâsin)
- 14 Shaiva Upaniṣad où la divinité suprême est nommée Rudra (Shiva)
- 8 Shâkta Upaniṣad où la divinité suprême est nommée Shakti
- 14 Vaishnava Upaniṣad où la divinité suprême est nommée Vishnu
- 20 Yoga Upaniṣad où le Yoga est décrit comme un moyen de parvenir la connaissance

Dans le tableau ci-dessous, sont indiqués le numéro d'ordre traditionnel de chaque Upaniṣad ainsi que le nom du groupe et du Veda auxquels elle se rattache.
| Numéro d'ordre traditionnel | Upaniṣad                  | Groupe    | Veda                                                 |
| --------------------------- | ------------------------- | --------- | ---------------------------------------------------- |
| 73                          | Adhyâtma                  | Samanaya  | Shukla Yajur Veda                                    |
| 53                          | Advayatâraka              | Yoga      | Shukla Yajur Veda                                    |
| 8                           | Aitareya                  | Mukhya    | Rig-Veda                                             |
| 67                          | Akshamâlâ                 | Shaiva    | Rig-Veda                                             |
| 72                          | Akshi                     | Samanaya  | Krishna Yajur Veda                                   |
| 20                          | Amritabindu               | Yoga      | Krishna Yajur Veda                                   |
| 21                          | Amritanâda                | Yoga      | Krishna Yajur Veda                                   |
| 70                          | Annapûrnâ                 | Samanaya  | Atharva Veda                                         |
| 16                          | Ârunika                   | Samnâysa  | Sâma Veda                                            |
| 20                          | Amritabindu               | Yoga      | Krishna Yajur Veda                                   |
| 21                          | Amritanâda                | Yoga      | Krishna Yajur Veda                                   |
| 23                          | Atharvashikhâ             | Shaiva    | Atharva Veda                                         |
| 22                          | Atharvashiras             | Shaiva    | Atharva Veda                                         |
| 76                          | Âtma                      | Samanaya  | Atharva Veda                                         |
| 42                          | Âtmabodha                 | Samanaya  | Rig Veda                                             |
| 79                          | Avadhûta                  | Samnâysa  | Krishna Yajur Veda                                   |
| 68                          | Avyakta                   | Vaishnava | Sâma Veda                                            |
| 107                         | Bahvricha                 | Shâkta    | Rig Veda                                             |
| 87                          | Bhasmajâbâla              | Shaiva    | Atharva Veda                                         |
| 84                          | Bhâvanâ                   | Shâkta    | Atharva Veda                                         |
| 60                          | Bhikshuka                 | Samnâysa  | Shukla Yajur Veda                                    |
| 11                          | Brahma                    | Samnâysa  | Krishna Yajur Veda                                   |
| 40                          | Brahmavidyâ               | Yoga      | Krishna Yajur Veda                                   |
| 10                          | Brihadâranyaka            | Mukhya    | Shukla Yajur Veda                                    |
| 26                          | Brihajjâbâla              | Shaiva    | Atharva Veda                                         |
| 9                           | Chhândogya                | Mukhya    | Sâma Veda                                            |
| 49                          | Dakshinâmûrti             | Shaiva    | Krishna Yajur Veda                                   |
| 90                          | Darshana                  | Yoga      | Sâma Veda                                            |
| 101                         | Dattâtreya                | Vaishnava | Atharva Veda                                         |
| 81                          | Devî                      | Shâkta    | Atharva Veda                                         |
| 39                          | Dhyânabindu               | Yoga      | Krishna Yajur Veda                                   |
| 69                          | Ekâkshara                 | Samanaya  | Krishna Yajur Veda                                   |
| 89                          | Ganapati                  | Shaiva    | Atharva Veda                                         |
| 17                          | Garbha                    | Samanaya  | Krishna Yajur Veda                                   |
| 102                         | Gâruda                    | Vaishnava | Atharva Veda                                         |
| 95                          | Gopâlâtâpinî              | Vaishnava | Atharva Veda                                         |
| 15                          | Hamsa                     | Yoga      | Shukla Yajur Veda                                    |
| 100                         | Hayagrîva                 | Vaishnava | Atharva Veda                                         |
| 1                           | Îsha (Îshâvâsya)          | Mukhya    | Shukla Yajur Veda                                    |
| 13                          | Jâbâla                    | Shaiva    | Shukla Yajur Veda                                    |
| 104                         | Jâbâli                    | Samnâysa  | Sâma-Veda                                            |
| 12                          | Kaivalya                  | Shaiva    | Krishna Yajur Veda                                   |
| 28                          | Kâlâgnirudra              | Shaiva    | Krishna Yajur Veda                                   |
| 103                         | Kalisamtarana             | Vaishnava | Krishna Yajur Veda                                   |
| 3                           | Katha (Kâthaka)           | Mukhya    | Krishna Yajur Veda                                   |
| 83                          | Katharudra                | Samnâysa  | Krishna Yajur Veda                                   |
| 25                          | Kaushîtaki                | Mukhya    | Rig Veda                                             |
| 2                           | Kena                      | Mukhya    | Sâma Veda                                            |
| 96                          | Krishna                   | Vaishnava | Atharva Veda                                         |
| 31                          | Kshurikâ                  | Yoga      | Krishna Yajur Veda                                   |
| 74                          | Kundika                   | Samnâysa  | Sâma Veda                                            |
| 61                          | Mahâ                      | Samnâysa  | Sâma Veda                                            |
| 92                          | Mahâvâkya                 | Yoga      | Atharva Veda                                         |
| 24                          | Maitrâyanî                | Samanaya  | Krishna Yajur Veda (Sâma Veda selon certains textes) |
| 29                          | Maitreyî                  | Samnâysa  | Sâma Veda                                            |
| 48                          | Mandalabrâhmana           | Yoga      | Shukla Yajur Veda                                    |
| 6                           | Mândûkya                  | Mukhya    | Atharva Veda                                         |
| 32                          | Mantrikâ                  | Samanaya  | Shukla Yajur Veda                                    |
| 57                          | Mudgala                   | Samanaya  | Rig Veda                                             |
| 108                         | Muktikâ                   | Samanaya  | Shukla Yajur Veda                                    |
| 5                           | Mundaka                   | Mukhya    | Atharva Veda                                         |
| 38                          | Nâdabindu                 | Yoga      | Rig Veda                                             |
| 43                          | Nâradaparivrâjaka         | Samnâysa  | Atharva Veda                                         |
| 18                          | Nârâyana                  | Vaishnava | Krishna Yajur Veda                                   |
| 34                          | Nirâlamba                 | Samanaya  | Shukla Yajur Veda                                    |
| 47                          | Nirvâna                   | Samnâysa  | Rig Veda                                             |
| 27                          | Nrisimhatâpanîya          | Vaishnava | Atharva Veda                                         |
| 59                          | Paingala                  | Samnâysa  | Shukla Yajur Veda                                    |
| 93                          | Panchabrahma              | Shaiva    | Krishna Yajur Veda                                   |
| 78                          | Parabrahma                | Samnâysa  | Atharva Veda                                         |
| 19                          | Paramahamsa               | Samnâysa  | Shukla Yajur Veda                                    |
| 66                          | Paramahamsaparivrâjaka    | Samnâysa  | Atharva Veda                                         |
| 77                          | Pâshupatabrahma           | Yoga      | Atharva Veda                                         |
| 94                          | Prânâgnihotra             | Samanaya  | Krishna Yajur Veda                                   |
| 4                           | Prashna                   | Mukhya    | Atharva Veda                                         |
| 54                          | Râmarahasya               | Vaishnava | Atharva Veda                                         |
| 55                          | Râmatâpanîya              | Vaishnava | Atharva Veda                                         |
| 85                          | Rudrahridaya              | Shaiva    | Krishna Yajur Veda                                   |
| 88                          | Rudrâkshajâbâla           | Shaiva    | Sâma Veda                                            |
| 65                          | Samnyâsa                  | Samnâysa  | Sâma Veda                                            |
| 106                         | Sarasvatîrahasya          | Shâkta    | Krishna Yajur Veda                                   |
| 33                          | Sarvasâra                 | Samanaya  | Krishna Yajur Veda                                   |
| 105                         | Saubhâgyalakshmî          | Shâkta    | Rig Veda                                             |
| 75                          | Sâvitrî                   | Samanaya  | Sâma Veda                                            |
| 58                          | Shândilya                 | Yoga      | Atharva Veda                                         |
| 50                          | Sharabha                  | Shaiva    | Atharva Veda                                         |
| 62                          | Shârîraka                 | Samanaya  | Krishna Yajur Veda                                   |
| 99                          | Shâtyâyana                | Samnâysa  | Shukla Yajur Veda                                    |
| 14                          | Shvetâshvatara            | Mukhya    | Krishna Yajur Veda                                   |
| 45                          | Sitâ                      | Shâkta    | Atharva Veda                                         |
| 51                          | Skanda                    | Samanaya  | Krishna Yajur Veda                                   |
| 30                          | Subâlâ                    | Samanaya  | Shukla Yajur Veda                                    |
| 35                          | Sukarahasya               | Samanaya  | Krishna Yajur Veda                                   |
| 71                          | Sûrya                     | Samanaya  | Atharva Veda                                         |
| 7                           | Taittirîya                | Mukhya    | Krishna Yajur Veda                                   |
| 91                          | Târasâra                  | Vaishnava | Shukla Yajur Veda                                    |
| 37                          | Tejobindu                 | Yoga      | Krishna Yajur Veda                                   |
| 52                          | Tripâdvibhûtimahânârâyana | Vaishnava | Atharva Veda                                         |
| 82                          | Tripura                   | Shâkta    | Rig Veda                                             |
| 80                          | Tripurâtâpinî             | Shâkta    | Atharva Veda                                         |
| 44                          | Trishikhibrâhmana         | Yoga      | Krishna Yajur Veda                                   |
| 64                          | Turiyâtîvadhûtâ           | Samnâysa  | Shukla Yajur Veda                                    |
| 36                          | Vajrasûchikâ              | Samanaya  | Sâma Veda                                            |
| 98                          | Varâha                    | Yoga      | Krishna Yajur Veda                                   |
| 56                          | Vâsudeva                  | Vaishnava | Sâma Veda                                            |
| 97                          | Yâjnavalkya               | Samnâysa  | Shukla Yajur Veda                                    |
| 46                          | Yogachûdâmani             | Yoga      | Sâma Veda                                            |
| 86                          | Yogakundalî               | Yoga      | Krishna Yajur Veda                                   |
| 63                          | Yogashikhâ                | Yoga      | Krishna Yajur Veda                                   |
| 41                          | Yogatattva                | Yoga      | Krishna Yajur Veda                                   |

## Autres Upaniṣad
Parmi les Upaniṣad recensées, au nombre d'environ 200, on trouve aussi les suivantes :
- Advabhâvanâ
- Advaitabhâva
- Ârsheya
- Bhuvaneshvarî
- Brahmabindu
- Chulika
- Ganapatitâpanîya
- Gâyatrî
- Gâyatrîrahasya
- Khandogya
- Kâlî
- Kâlîmedhâdîkshita
- Kaula
- Nîlarudra
- Pranava
- Rasa
- Shaunaka
- Shyâma
- Târâ